# Вальєр-сюр-Ф'є
Вальєр-сюр-Ф'є (фр. Vallières-sur-Fier) — муніципалітет у Франції, у регіоні Овернь-Рона-Альпи, департамент Верхня Савоя. Вальєр-сюр-Ф'є утворено 1 січня 2019 року шляхом злиття муніципалітетів Валь-де-Ф'є i Вальєр. Адміністративним центром муніципалітету є Вальєр. Населення — 2618 осіб (01.01.2021).